# 칸델라 세라트
칸델라 세라트(Candela Serrat, 1986년 11월 14일 ~ )는 스페인의 배우이다.